# Federação Paranaense de Futebol de Salão
A Federação Paranaense de Futebol de Salão ou Futsal, FPFS é um orgão que regulamenta os campeonatos em âmbito estadual. Ela é filiada à Confederação Brasileira de Futebol de Salão. A FPFS organiza competições não-profissionais, tendo em vista que o futsal não é considerado esporte profissional.

## História
A fundação ocorreu em 10 de Fevereiro de 1956, um ano após a chegada do esporte no estado, trazido pelo radialista Milton Camargo do Rio de Janeiro, a popularização foi de uma aceitação rápida e logo surgiram os primeiros campeonatos, em pouco tempo o primeiro presidente já era eleito Edmundo Rodrigues Ferro, e o eleito para a organização dos estatutos do novo esporte, o já conhecido no cenário esportivo paranaense, Prof° Hugo Pilato Riva, o primeiro torneio totalmente estadual foi a Taça Paraná de Clubes, e em 1995, foram estabelecidos aos moldes como é hoje, com três divisões. Campeonato Estadual competição que reúne 16 clubes na Divisão Especial (Ouro), 16 na Primeira Divisão (Prata) e 20 na Segunda Divisão (Bronze), criado pelo então presidente Jorge Kudri.

## Atualmente (2010)
Atualmente a FPFS trabalha com, 81 equipes/associações, 28 competições de nível estadual: Campeonato Paranaense da Divisão Especial Chave Ouro (16 equipes) Campeonato Paranaense Chave Prata (16 equipes), Campeonato Paranaense da Segunda Divisão Chave Bronze (24 equipes), Campeonato Paranaense da Primeira Divisão Feminino Adulto (10 equipes), Taças Paraná (Masculino sub 07 até o sub 20 e Feminino do sub 15 até o sub 20).

## Clubes fundadores
| - Alvorada - Fiorentina - Jacarezinho - América do Sul - Bandeirantes - Atlético Irapuan - Clube Atlético Paranaense - Atlético Paranaense Júnior | - Pinguim - Senff - Coritiba Foot Ball Club - Esporte Clube Água Verde - Senadinho - Gaviões Solitários - Palestra Itália Futebol Clube - Terwal |